# Ixcohuapa
Ixcohuapa är en ort i Mexiko.   Den ligger i kommunen Zongolica och delstaten Veracruz, i den sydöstra delen av landet, 240 km öster om huvudstaden Mexico City. Ixcohuapa ligger 980 meter över havet och antalet invånare är 259.
Terrängen runt Ixcohuapa är bergig åt sydväst, men åt nordost är den kuperad. Runt Ixcohuapa är det ganska tätbefolkat, med 155 invånare per kvadratkilometer. Närmaste större samhälle är Zongolica, 1,8 km sydväst om Ixcohuapa. I omgivningarna runt Ixcohuapa växer i huvudsak städsegrön lövskog.